# (33092) 1997 YR1
1997 YR1 (asteroide 33092) é um asteroide da cintura principal. Possui uma excentricidade de 0.21595280 e uma inclinação de 11.96116º.
Este asteroide foi descoberto no dia 20 de dezembro de 1997 por Beijing Schmidt CCD Asteroid Program em Xinglong.